# ムラディ
ムラディ （Muladí）とは、中世イベリア半島に存在した社会的階層で、3つの集団に区別された。
- キリスト教徒であったがキリスト教を棄教し、イスラム教に改宗してイスラム教徒の中で暮らす者。イスラム社会でキリスト教信仰を保持し続けたモサラベとは区別される。
- キリスト教徒とイスラム教徒の通婚から生まれた子
- ヒスパノ＝ローマ人または西ゴート人であるがイスラム教に改宗し、アル・アンダルスの形成に伴い言語や慣習もイスラム化した者。

第3の集団では元西ゴート貴族が突出しており、遠隔地においてはバヌ＝カシー家のような例が生まれた。多くのキリスト教徒がジズヤ免除を求めズィンミーを避けようと、イスラム教に改宗した。

## 語源
ヒスパノ＝アラビア語のムワラディーン（muwalladín）またはムワッラド（Muwállad）に由来する。古典アラビア語ではムワッラド（muwallad、アラブ人でない母から生まれた者）となる。
ムラディという言葉は現在のポルトガル語で、ヨーロッパ人と他人種を両親に持つムラート（mulatto）の語源であると考えられている。
ムワッラドという言葉はWalad（子、子孫）から派生したとされる。すなわちムワッラドとはアラブ人の男と非アラブ人の女から生まれた子供のことである。ムワラディーンという言葉は、現代アラビア語でも上記の通婚から生まれた子供を指す言葉として使われている.。